# Ryska federationens politik
Politiken i Ryssland (den ryska federationen) äger rum inom ramen för ett federativt republikanskt statsskick där Rysslands president är statschef. Denna post innehas sedan 7 maj 2012 av Vladimir Putin. Det lagstiftande och representativa organet är Ryska federationens federala församling, vilken består av två kamrar: statsduman (450 ledamöter, vilka väljs i allmänna val vart fjärde år) och federationsrådet (168 representanter, två från varje federationssubjekt, det vill säga federationens territoriella enheter). Talman i duman är för närvarande Vjatjeslav Volodin och federationsrådet leds av Valentina Matvijenko.
Det verkställande organet är den ryska federationens regering, som tillsätts av presidenten efter parlamentets godkännande. Dess överhuvud är premiärministern som sedan 16 januari 2020 är Michail Misjustin. 

## Historisk bakgrund
Fram till revolutionen var Ryssland ett feodalsamhälle med en starkt centralstyrande monark.
Sovjetunionen grundades formellt 1922 i unionsfördraget som tecknades mellan Ryssland , Vitryssland, Ukraina och Transkaukasien (Armenien, Azerbajdzjan, Georgien). Fördraget togs med i den första sovjetiska konstitutionen, 1924. Konstitutionen gav de olika republikerna en stor del av självständighet, medan man framhöll att republikerna själva delegerade den huvudsakliga självständigheten till högsta sovjet.  Varje republik som utformades hade som mål att innesluta en nationalitet och dessa fick fritt begagna en flagga, grundlag och liknande nationssymboler. Ryssland var den största av republikerna, både till folkmängd och territorium, under kalla kriget skulle ryssar komma att dominera Sovjetunionens politik, även i den lokala administrationen. Den ryska republikens (RSFSR) starka deltagande i Sovjetunionen gjorde att RSFSR inte utvecklade samma organiserade samhällsliv som övriga republiker, RSFSR saknade bland annat ett kommunistparti på republik nivå, en rysk vetenskapsakademi och ryska avdelningar av fackföreningarna. När de övriga 14 republikerna under 1980-talet börja efterfråga en ökad frihet och rättigheter för den egna republiken väcktes detta krav även i RSFSR.

### Gorbatjovs tid
Partisekreteraren Michail Gorbatjov (1985-91) förespråkade även han i sin politik ökad nationalism inom republikerna i unionen. En av de betydande politiska linjerna var den om glasnost som skulle öppna för debatt om demokratiska reformer och långsiktiga problem som miljöförstöring etc. Glasnost ledde även till reformer i konstitutionen, då flera lagstiftare byttes mot mer reformvänliga.
1990 hölls det första fria och öppna valet i Ryssland till den nya kongressen.  Kongressen valde i maj samma år den radikalt reformvänlige Boris Jeltsin till ordförande av kongressens högsta församlingen, högsta sovjet. Nästföljande månad förklarade Ryssland sig för suverän från Sovjetunionen och ställde de ryska lagarna över de sovjetiska, samt tog kontroll på de ryska naturtillgångarna. Under 1990-91 etablerade RSFSR republiksbaserade organisationer från kommunistpartiet, en vetenskapsakademi och en säkerhetstjänst (komitet gosudarstvennoj bezopasnosti, KGB). 1991 bildades en ny exekutivmakt, presidentposten, liknade den som Gorbatjov skapat åt sig själv 1990. 
Följande val 1991 gav legitimitet till presidentposten, Gorbatjov hade helst undvikit ett sådant val och hellre blivit vald av det sovjetiska parlamentet. Valet vägde till Boris Jeltsins fördel, med 57% besegrade han de fem andra kandidaterna.

### Jeltsins tid
Boris Jeltsin stod för en ökad rysk suveränitet och patriotism. Hans legitimitet som president var en av huvudorsakerna till att upprorsmännen i 1991 års kuppförsök misslyckades. Kuppledarna hade försökt att avsätta Gorbatjov för att förhindra att han skulle underteckna det fördrag som man trodde skulle komma till att upplösa Sovjetunionen. Jeltsin satte sig emot kuppmakarna och begärde att Gorbatjov återinstallerades i sitt ämbete. Viktigaste av Jeltsins agerande i detta kuppförsök var att han hindrade kraftministerierna (polisen, militären, KGB) att följa kuppledarnas linje. Jeltsins agerande och den dåligt sammansvetsade kuppledningen ledde till att kuppen avblåstes efter tre dagar.
Kuppen kom till att symbolisera något väldigt vitalt i sovjetisk/rysk politik, något som även Gorbatjov märkte. Makten låg inte längre hos de gamla sovjetiska institutionerna som Gorbatjov ledde, utan de facto hos Jeltsins presidentämbete. Samtidigt började hans roll som sovjetunionens president att undermineras i övriga sovjetrepubliker. Kommunistiska aktiviteter förbjöds och republiker började utropa sig som självständiga.
1991 tog Jeltsin över statsbudgeten från Gorbatjovs sovjetregering, samtidigt hoppades Jeltsin på att en konfederation mellan sovjetrepublikerna kunde bildas. I december 1991 samlades Ryssland, Ukraina och Vitryssland för att bilda Oberoende staters samvälde (OSS), en paraplyorganisation för de forna sovjetrepublikerna. Snart anslöt sig även de övriga republiker, förutom de baltiska. OSS har inte haft den politiska kraft som man vid stiftandet hoppades på. Samtidigt erkände man att konstitutionen från 1924 och sovjetunionen inte längre existera. Ryssland fick ta över platsen i FN:s säkerhetsråd och all sovjetisk egendom utomlands, som ambassader.
Efter kuppförsöket 1991 lät Jeltsin stärka sin exekutiva post, med motiveringen att genomföra de tuffa ekonomiska reformerna som behövdes. I november 1991 ombildade han regeringen och gjorde sig själv till premiärminister, en post han höll till 1992. Jeltsins tuffa reformer fick hård kritik, främst från det tidigare kommunistpartiet (CPD), men även från andra håll, som tyckte att reformarbetet skulle sakta ner. Den starkaste motståndaren till Jeltsin blev underhusets (statsduman) ledare Ruslan Chasbulatov, utöver Jeltsins politik var Chasbulatov missnöjd med den maktdelning som gjorts mellan folkförsamlingen och den ny instiftade presidentposten. Maktdelningen mellan folkförsamlingen och presidenten fick till sist avgöras genom en folkomröstning. Planerna på en folkomröstning avbröts genom att spänningarna ökat kraftigt mellan Jeltsin och parlamentet under början av 1993. Jeltsin vägrade att följa parlamentets krav på att minska presidentens makt. Jeltsin utlyste en special regering som skulle få ännu mera verkställande makt efter en folkomröstning, och därefter förnya konstitutionen och förtroendet för presidenten och vice presidenten. Detta förslag hindrades av författningsdomstolen. Slutligen hölls en folkomröstning den 25 april 1993, trots att Jeltsin fick över 50% av rösterna lyckades inte medborgarna i Ryssland att uppfylla parlamentets krav, att över 50% av den röstberättigade befolkningen deltog i valet. Jeltsin hade nu ändå stöd för att behålla sitt mandat.
Jeltsin sammankallade till ett konvent som skulle ta fram förslag på en ny konstitution, konventet skulle undgå parlamentet som arbetade parallellt med sitt eget förslag. Konventet samlade delegater från de stora politiska partierna och sociala organisationer samt de 89 icke-nationella domsrätterna, dessa samlade sig kring ett förslag till konstitution. Parlamentet kunde inte acceptera detta förslag.
Under september 1993 strävade Jeltsin fortfarande efter att driva igenom konstitutionen genom en folkomröstning, men parlamentet stod emot. Jeltsin upplöste nu parlamentet och kallade till nyval i december samma år. Kommunistpartiet samlade sig och utropade vice ordföranden i parlamentet, Aleksandr Rutskoj till president och ville åtala Jeltsin.
Den 27 september 1993 vidtog Jeltsin radikala åtgärder för att avsluta denna långa konflikt med parlamentet, han beordrade pansarvagnar att omringa det vita huset (parlamentsbyggnaden) för att bomba ut de 180 motståndarna som ockuperat sig där inne. Ryssland var nu det närmaste till ett inbördeskrig sedan revolutionen 1917. Efter två veckors dödläge uppmanade Rutskoj sina supporters till att angripa Jeltsins militärkonvoj, förstörelse och öppna konflikter uppstod runt om i Moskva. Nästföljande dag öppnade pansarvagnarna eld mot vita huset och militär ockuperade andra viktiga byggnader i staden, under ledning av försvarsministern Pavel Gratjov. Denna våldsamma uppgörelse med parlamentet kom att förfölja Jeltsin de nästkommande tre åren.

## Konstitutionen
Jeltsin hade under 1992-93 påtalat att konstitutionen från 1978 var motsägelsefull och föråldrad, och att Ryssland behövde en ny konstitution som gav den verkställande makten mer befogenheter. Detta drog med sig att den verkställande och lagstiftande makten hamnade i konflikt, genom att ingen av de båda ville se en maktförskjutning, samtidigt höll den verkställande makten hårt på att stärka sina befogenheter för att kunna genomföra de ekonomiska reformerna som krävdes. Denna konflikt var orsaken till att Jeltsin upplöste parlamentet och åtog de radikala åtgärderna han gjorde. 
Med den gamla oppositionen ur bilden kunde han bilda en ny konstitutionell församling som mer delade hans egna ambitioner.  Dessa arbetade snabbt fram ett nytt förslag till en konstitution. Genom en folkomröstning i december 1993 röstades konstitutionen igenom med 58,4% av rösterna, resultatet godkändes efter att valdeltagandet överskred  50% av de valberättigade.
Konstitutionen förklarade Ryssland för en konstitutionell federal demokrati, med en republikansk struktur. Statens makt delas mellan den lagstiftande, verkställande och dömande grenen. Ideologisk och religiös mångfald stöds i konstitutionen. Endast ett tillstånd eller en enda ideologi får inte dominera politiken, rättigheten till flerpartisystem måste upprätthållas. Lagars innehåll måste offentliggöras för allmänheten innan de träder i kraft och de får inte gå i strid med internationell rätt och princip. Ryska är officiellt språk i federationen, men delrepublikerna får använda sina egna dominerande språk jämte ryska.

## Verkställande grenen
Konstitutionen från 1993 fastställer två verkställande poster, presidenten och premiärministern, där presidenten är den dominerande figuren. Maktdelningen jämförs ibland med den som fanns i Frankrike under Charles de Gaulle (1958-69). Denna vertikala struktur ifrågasattes under 1996 års val, men Jeltsin förklarade sig med att Ryssland behöver en vertikal makt med en stark hand, och att en parlamentarisk lösning enbart skulle mynna ut i ändlöst prat före handling.

### Presidentposten
Presidenten står för den dominerande rollen i representativa och utnämnande roller, presidenten representerar staten inrikes som utrikes, för Rysslands internationella talan och undertecknar internationella fördrag och avtal. Genom rådslag med den lagstiftande grenen utser presidenten ambassadörer och andra statliga representanter, både ryska delegater som sänds utrikes, men även ackrediterar utländska representanter i Ryssland. 
Presidenten har långtgående befogenheter inom lagstiftningen, presidenten kan lägga förslag och förordningar som kan tas upp som lag, utan lagstiftande organets inblandning. Dock får dessa lagar inte strida mot befintlig lag eller gällande dokument.  Dessutom får presidenten lägga fram lagar till statsduman och utfärda federala lagar. Presidenten får under särskilda omständigheter upplösa statsduman. Presidenten håller även förmånen att bestämma när valdagar ska äga rum, tidigare en av folkförsamlingens befogenheter.  
Presidenten utser i samråd med statsduman en premiärminister till att leda regeringen, presidenten deltar på regeringens möten och kan avsätta regeringen som helhet. Även enskilda medlemmar kan i samråd med premiärministern utses eller avsättas av presidenten. Presidenten väljer kandidater åt statsduman, som ska sitta i styrelsen för Ryska federationens centralbank (RCB) och kan råda statsduman till att avsätta en ledamot. Vidare utser presidenten kandidater till överhuset, som överhuset sedan får besluta om ska ingå i högsta domstolen, skiljedomstolen och/eller författningsdomstolen. Dessutom utser han kandidater till allmänna prokuratorer, viktiga polistjänstemän, samt justitieråd av federala tingsrätter.
Problemen mellan den lagstiftande och den verkställande makten under 1993 gjorde att Jeltsin lät försvåra möjligheterna för den lagstiftande makten att avsätta den verkställande presidenten. Statsduman med dumans överhus kan åtala presidenten om det finns misstanke om grov brottslighet. Dessa anklagelser måste godkännas av högsta domstolen, att anklagelserna är berättigade och under högsta domstolen godkänns att rätt åtgärder i åtalandet följs. Åtalet måste sedan behandlas av en specialkommission från statsduman och erkända av minst 2/3 av statsdumans ombud. Minst 2/3 av överhuset röster krävs för att presidenten ska bli avsatt, om överhuset inte agerar inom 3 månader kommer anklagelserna att avskrivas. Om presidenten blir avsatt eller måste lämna sin post av ex. sjukdom, intar premiärministern tillfälligt posten som president, inom 3 månader måste sedan ett nyval utlysas. Konstitutionen saknar utrymme för en vice president och konstitutionen definierar inte heller när presidenten anses ofärdig nog att utföra sina skyldigheter.

### Presidentval
Sedan Sovjetunionens fall har tre personer haft ämbetet som president: Boris Jeltsin, Vladimir Putin, Dmitrij Medvedev. Sedan år 2012 sitter Vladimir Putin återigen på presidentposten. Presidenten utses vart sjätte år genom direktval. Det senaste presidentvalet ägde rum 2018.
Resultatet av det ryska presidentvalet 14 mars 2004
| Kandidat             | Nominerad av                            | Antal röster | %          |
| -------------------- | --------------------------------------- | ------------ | ---------- |
| Vladimir Putin       | Ingen, men stödd av Förenade Ryssland   | 49 565 238   | 71,31      |
| Nikolaj Charitonov   | Ryska federationens kommunistiska parti | 9 513 313    | 13,69      |
| Sergej Glazjev       | Ingen, men stödd av Rodina              | 2 850 063    | 4,10       |
| Irina Chakamada      |                                         | 2 671 313    | 3,84       |
| Oleg Malysjkin       | Rysslands liberaldemokratiska parti     | 1 405 315    | 2,02       |
| Sergej Mironov       | Ryska partiet för livet                 | 524 324      | 0,75       |
| Blankröster          | Blankröster                             | 2 396 219    | 3,45       |
| Summa giltiga röster | Summa giltiga röster                    | 68 925 785   | 100.0      |
| Ogiltiga röster      | Ogiltiga röster                         | 578 824      | 578 824    |
| Totalt antal röster  | Totalt antal röster                     | 69 504 609   | 69 504 609 |

Resultatet av det ryska presidentvalet 2 mars 2008
| Kandidat              | Nominerad av                                                                     | Antal röster | %          |
| --------------------- | -------------------------------------------------------------------------------- | ------------ | ---------- |
| Dmitrij Medvedev      | Stödd av Förenade Ryssland, Agrarpartiet, Rättvisa Ryssland, De Gröna i Ryssland | 52 530 712   | 71,25      |
| Gennadij Ziuganov     | Ryska federationens kommunistiska parti                                          | 13 243 550   | 17,96      |
| Vladimir Zjirinovskij | Stödd av Rodina, Rysslands liberaldemokratiska parti                             | 6,988,510    | 9,48       |
| Andrej Bogdanov       | Rysslands demokratiska parti                                                     | 968 344      | 1,31       |
| Blankröster           | Blankröster                                                                      | n/a          | n/a        |
| Summa giltiga röster  | Summa giltiga röster                                                             | 73 731 116   | 100.0      |
| Ogiltiga röster       | Ogiltiga röster                                                                  | 1 015 533    | 1 015 533  |
| Totalt antal röster   | Totalt antal röster                                                              | 74 746 649   | 74 746 649 |

### Regeringen
Konstitutionen framställer en regering liknande de som återfinns i väst, med en premiärminister som är ordförande för regeringen, en vice premiärminister och de federala ministrarna med sina ministerier och departement. Efter att premiärminister blivit godkänd av presidenten och statsduman, måste denne inom en vecka presentera kandidater till samtliga ministerposter. Premiärminister verkställer sedan administrationen i enlighet med konstitutionen, lagar och presidentens påbud. Ministerierna verkställer, försvarar och övervakar politiken som förs, de upprätthåller även statsfunktioner som en dömande lag, respekt för civila och mänskliga rättigheter, skyddar privat egendom och vidtar åtgärder mot kriminalitet. Om en regeringsmedlem inte följer lagar och påbud från den lagstiftande makten eller presidenten, utan för en egen linje, kan presidenten avsätta denne.
Regeringen formar även federationens budget och en rapport om hur den ska genomföras, budgeten sänds sedan till statsduman som godkänner den. Sedan 1994 lägger regeringen fram kvartalsrapporter för utgifter i budgeten, samtidigt som andra önskemål diskuteras. Om budgeten inte skulle godkännas av statsduman, tillsätts en utredning med representanter från både den verkställande och lagstiftande delen, som tar fram en ny budget.
Utöver regeringen förekommer olika kommittéer, rådförsamlingar och myndigheter, samt myndigheter som bedriver någon form av allmänservice.

## Parlamentet
Parlamentet har 628 ledamöter och delas upp i två kammare, överhuset med 178 ledamöter (federationsrådet/senaten) och ett underhus (statsduman) med 450 ledamöter. Överhusets representanter väljs från delrepublikerna genom antingen val eller utnämnande och överhuset är ett viktigt sätt för delrepublikerna att föra den lokala talan och påverka samt belysa lokala frågor och intressen inom federationen. Underhuset är huvudlagstiftaren vars ledamöter väljs genom folkomröstningar vart fjärde år. Den nuvarande lagstiftande församlingen instiftades genom valet 1993 då konstitutionen röstades igenom med en folkomröstning, samtidigt hölls det första valet till församlingen. Ledamöterna som valdes 1993 kom att kallas för transitionsledamöter, eftersom de endast skulle sitta i 2 år, fram till valet 1995. Jeltsin manade inflytelserika personer i samhället att skriva på en allmän överenskommelse att man under denna tvååriga mandatperiod inte skulle elda upp oroligheter eller konflikter inom statsapparaten eller i samhället. De tidigare erfarenheterna från förra mandatperioden och dess konsekvenser gjorde att man lättare begagna detta påbud från Jeltsin.
Efter första valomgången hade inte överhusets platser fyllts, detta genom att republiker inom federationen vägrat sända delegater. Vissa republiker och mindre enheter kom efter hand att sända delegater och till sist lyste endast Tjetjenien, som fortfarande hävdar sig självständigt gentemot federationen, med sin frånvaro. 
Överhuset fungerar enligt konstitutionen som en permanent kropp i statsapparaten genom att hålla löpande, schemalagda sammanträden, bortsett från sommaruppehållen. Enligt konstitutionen ska de båda kamrarna mötas separat och vara öppna för allmänheten, enda gången kamrarna möts tillsammans är vid viktiga tal av presidenten eller utländska representanter. Ledamöter av statsduman (underhuset) arbetar heltid med lagstiftande uppgifter; de får inte tjänstgöra i lokal legislatur eller sitta i regeringen medan de arbetar i statsduman. Under mandatperioden 1993–1995 gjordes undantag. 
Under 1994–1995 genomförde lagstiftande organ viktiga lagar uppdelad i två paket kring civillagstiftning, detta var en nödvändighet för att komma bort ifrån sovjetsystemet och skapa ett ökat gynnande klimat för marknadsekonomi, reformerna berörde bl.a. skyldigheter genom kontrakt, hyror, försäkringar, lån och kredit, partnerskap och förtroendeskap. Den nya församlingen som valts 1995 kom även till att återuppta lagstiftning som Jeltsin lagt sitt veto mot.

### Lagstiftande makt
Av de två kammarna är statsduman (underhuset) den starkaste. Överhuset handskas i huvudsak med juridik under den nationella nivån, så som justeringar av inrikesgränser och påbud från presidenten kring militära undantagstillstånd eller brådskande statsangelägenheter. I sin roll ska överhuset även godkänna och avsätta prokuratorer och tillsätta domare till författningsdomstolen, högsta domstolen och skiljedomstolen efter utvalda kandidater från presidenten. Överhuset har även det slutgiltiga avgörandet ifall statsduman (underhuset) föreslår att avsätta presidenten. Överhuset har även de konstitutionella uppgifterna att undersöka lagar antagna av underhuset, arbeta med budgeten, skatter och andra finansiella ärenden, samt handskas med krigs- och fredsärenden, och slutligen hantera statens deltagande i olika avtal.
Alla lagar måste först passera genom underhuset, även om det är överhusets förslag; skulle en konflikt mellan över- och underhuset uppstå i ett lagförslag, tillsätts en utredningskommission med deltagare från båda husen, vilka arbetar fram en kompromiss. Om underhuset inte skulle acceptera kompromissen kan överhuset med 2/3 majoritet sända lagen till presidenten för signatur. Överhuset spelar i huvudsak en konsultativ och reflekterande roll till lagförslagen, snarare än att vara ett rent lagstiftande organ.
Underhuset godkänner den utvalda premiärministern, men inte ministrarna i regeringen. Möjligheten till att godkänna och avslå premiärministerkandidaten är begränsad, inom en vecka måste underhuset fatta ett beslut efter de att kandidaten presenterats. Avslås kandidaten tre gånger kan presidenten välja en ny kandidat, upplösa parlamentet och utlysa ett nytt parlamentsval.
Underhusets möjligheter att lägga ett misstroendevotum mot regeringen är också den begränsad. Vid en ny regeringsbildning kan underhuset lägga misstroendevotum, men presidenten kan negligera denna, om ett nytt misstroendevotum läggs inom tre månader måste regeringen ombildas. Denna situation är högst osannolik, eftersom presidenten kan entlediga parlamentet och utlysa ett nyval.

### Den lagstiftande processen
Ett lagförslag kan väckas av parlamentet, eller presidenten, regeringen, lokala tingsrätter, högsta domstolen, författningsdomstolen eller skiljedomstolen. Lagförslaget behandlas sedan i statsduman, som kan godta lagen med en samlad majoritet, ett färdigt lagförslag går sedan vidare till överhuset som inom fjorton dagar måste läggas in i överhusets kalender. Olika utskott arbetar fram alternativa lagförslag som kan accepteras av båda husen.
Lagförslag som behandlar beskattning och utgifter får endast fattas när regeringens beslut är känt, vilket hindrar överhusets möjlighet att kontrollera statsfinanserna. Trots deyt kan legislaturen upphäva lagar och förslag lagda av regeringen vid ett senare tillfälle. För att de båda husen ska ha möjlighet att gå emot regeringen och presidentens veto, måste 2/3 av de gemensamma husen rösta emot presidenten och regeringen.

### Avsättning av parlamentsledamot
Avsättning av parlamentsledamot kan ske om ledamoten har sysslat med affärer vid sidan om uppdraget. Gennadij Gudkov blev den 14 september 2012 avsatt. Gudkov har sagt att han ska överklaga beslutet. Sergej Mitrochin från Jabloko framför att fler ledamöter bör fällas för otillåten verksamhet.

## Administrativ indelning och lokal administration
Under sovjetperioden lät man de över 100 nationaliteterna bilda sina egna olika etniska enklaver med sina egna administrativa regioner under federationen. Trots att en viss nationalitet kan dominera en region, återspeglas det inte fullt ut i den administrativa styrningen. Enklaverna gavs ett visst utrymme att forma sina egna varierande strukturer i administrationen och rättigheter.
Sedan sovjetunionens upplösning har få förändringar gjorts i den administrativa indelningen. Vid sovjets fall delades federationen upp i 89 administrativa delar, 21 av dessa erhöll statusen som etnisk republik, det finns 6 territorier (kraj) och 49 provinser (oblast), 10 är autonoma regioner (okrug) dessa är autonoma inom ett oblast eller ett territorium. Moskva och Sankt Petersburg är självständiga och jämbördiga med ett oblast, under benämningen ”stad av federationens intresse”.

### Lokal lagstiftning i konstitutionen
I den nya konstitutionen från 1993 löste man många av de problem och tvetydigheterna rörande decentralisering i 1978 års konstitution genom att stärka upp centralstyret. Den nya konstitutionen delar få uppgifter mellan den nationella och regionala nivån, de lagstiftande organ som placerats till delrepublikerna är endast allokerade ditt, och är inte en rättighet för delrepubliken att inneha eller gemensamt utöva. Många av delrepublikerna har egna konstitutioner, som dock inte får gå i strid med den federala. En viktig del i att klargöra maktdelningen mellan de federala och lokala institutionerna har under senare tid har gjorts genom olika avtal mellan de båda parterna. Enskilda delrepubliker har exklusiva rättigheter, Tatarstan har rätten över sina naturtillgångar och även rätten att stifta avtal med andra länder, detta efter att Tatarstan efter 1990 strävat efter självständighet och vägrat skrivit på federationsavtalet 1992 (precis som Tjetjenien), gavs Tatarstan dessa privilegier som en kompromiss.
De centrala uppgifterna för delrepubliken är att underhålla och sköta kommunala byggnader, arbeta fram och genomföra den regionala budgeten, befästa och hämta in lokalskatt, samt upprätthålla lag och ordning. 
I 1993 års konstitution görs det inte längre någon skillnad mellan delrepubliker med lagstiftande makt, d.v.s. oblast, autonom oblast, territorium, republik, autonom region och städer med federal självständighet, är och behandlas likvärdigt gentemot de federala myndigheterna. Denna likställning har gjorts för att bringa ett slut till debatterna om att de olika delrepublikerna skulle behandlas olika eller ha olika möjligheter att påverka federationen. Delrepublikerna är jämställda i sin representation i överhuset och andra federala myndigheter, överhuset har även rätten att göra inlägg i ärenden med speciellt lokalt intresse. Trots denna rättighet har överhuset kritiserat statsduman för att inte företräda de lokala intressena tillfredsställande. 1995 gjorde överhusets dåvarande talman Vladimir Sjumejko ett uttalande där han kritiserade underhuset, för att valprocessen och vallistorna gynnade representationen från vissa delar av Ryssland och missgynnade representationen från andra delar. Denna kritik baserades på 1995 års val, då delegater baserade i Moskva erhöll 38% av platserna i underhuset genom vallistesystemet.

### Verkställande makt i delrepublikerna
Delrepublikerna styrs av en regering, ledd av en premiärminister och/eller president, samt en lagstiftande församling. Chefen för lägre verkställande makt kallas vanligen för guvernör eller administrativ ledare. Jeltsin fick 1991 makten att utse ledarna för den verkställande makten på delrepubliks nivå, detta ledde till att Jeltsin snart hade utsett samtliga 66 ledare. Många av Jeltsins utsedda ledare möte starkt motstånd ifrån de respektive lokala församlingarna, som konsekvens valdes visa ledare för den verkställande makten om, genom en folkomröstning under 1992-93. Däremot har alla presidenter av delrepublikerna sedan 1992 blivit valda genom folkomröstning.
Jeltsin hade fram till 1996 rätten att utse viktiga representanter i delrepubliken. Genom detta sände de utvalda representanterna i delrepublikerna Jeltsin-sympatiserande delegater till överhuset. Detta ledde till att överhuset kom till att bli Jeltsinvänligt, medan statsduman som var folkvald kom att bli Jeltsinfientlig. 1995 höll vissa delrepubliker folkval även till överhuset, vilket ledde till att flera Jeltsinfientliga delegater kom att finnas representerade i överhuset. Kravet på flera folkval av detta slag kom till att växa fram. Jeltsin utsåg december 1996 som valperiod till delrepublikernas guvernörer och presidenter. Samtidigt utsågs juni eller december 1997 till valdag för delrepublikernas lagstiftande församlingar.

## Putins administration
Rysslands politik domineras idag av den forne presidenten och den nuvarande presidenten Vladimir Putin, premiärministern Michail Misjustin och deras parti Förenade Ryssland. I valet till statsduman 2003 framträdde Putins stödparti Enade Ryssland som det klart största ryska politiska partiet och i valet till statsduman 2007 fick Enade Ryssland statsduman i ett stadigt grepp, genom att åtnjuta egen majoritet. I valet slogs även ett flertal partier ut ur statsduman, däribland socialliberala Jabloko, marknadsliberala SPS, det kollektivistiska Rysslands agrarparti och det kombinerat socialistiska och nationalistiska koalitionspartiet Rodina. Förutom Enade Ryssland finns nu endast kommunistpartiet, det ultra-nationalistiska liberaldemokratiska partiet och patriotiska socialdemokratiska partiet Rättvisa Ryssland representerade i statsduman.
Putins första val hölls den 14 mars 2000, Putin som tidigare varit premiärminister vann med 53% av rösterna. Valet var generellt sett öppet och rättvist. I det senare valet 14 mars 2004 erhöll Putin 71,31% av rösterna, vilket är ett av de högsta stöden en politisk ledare har haft genom historien. Valet var enligt OSSE relativt fritt och rättvist, kritiken handlade om hur media hade hanterat Putins kampanj. Mycket av Putins framgång stöds av den ekonomiska tillväxt Ryssland har upplevt under senare tid, mycket tack vare de höga gas- och oljepriserna. 
2004 blev premiärministern Michail Kasianov och hans kabinett avsatta av Putin. Anledningen tros vara att Putin var missbelåten med Kasianov och inte regeringen i sig, men konstitutionen kräver att hela regeringen avgår med premiärministern. Kasianov kom att bli en kritiker mot Putin efter sin avsättning. 2007 avgick premiärministern Michail Fradkov självmant och Viktor Zubkov blev ny premiärminister.
Trots delrepublikernas självständighet, kom guvernörerna och de högre ledarna i delrepublikerna att bli valda av Putin själv under 2005. 
I Freedom Houses årliga rapport om demokrati i välden, blev Ryssland 2005 omvärderat, från att ha varit delvis fritt, till inte fritt. Ledaren för Europarådet 2004, Alvaro Gil-Robles, sade att Rysslands demokrati måhända inte vara perfekt, men den existerar och dess framgång kan inte förnekas. Economist Intelligence Unit definierar Ryssland som en hybridregim, där någon form av demokratiskt styre förekommer.
Ryssland har under senare tid blivit allt mer kritiserad för sitt sätt att handla med olja och gas. Dels har man sålt olja och gas till forna sovjetrepubliker långt under marknadspris, dessutom har man fått kritik för hur man använder olja och gas i politiska syften. Under januari-mars 2006 avbröt man utan förvarning gasdistributionen till Ukraina, detta sågs från väst som en klar politisk handling, men Moskva förklarade sig med att det var av underhåll av pumpar och pipelines man tvingats att avbryta distributionen till Ukraina. Samma agerande från Ryssland skedde även under januari 2009; den främsta orsaken var att Ukrainas kontrakt löpte ut och att man hade svårt att komma överens om nya priser, betalningsvillkor och skulder. Senare skulle ryska Gazprom anklaga Ukraina för att stjäla gas. Avstängningen av gasen gjorde att hela balkan blev utan gas under några av de kallaste veckorna vintern 2009.
År 2008 valdes Dmitrij Medvedev, med stöd av Vladimir Putin, till Rysslands tredje president. Medvedev fokuserade mycket på ”kriget mot korruptionen” och framförallt den korrupta polisen, men trots vissa framsteg kvarstår problemen. Den 7 maj 2012 återinträdde Putin återigen på presidentämbetet, och Medvedev började att fungera sedan dess som premiärminister. Våren 2012 återvaldes Vladimir Putin till president efter att ha styrt i bakgrunden som regeringschef i fyra år. Tillbaka på presidentposten genomdrev Putin en hårdare kontroll av det politiska livet samtidigt som han stärkte Rysslands inflytande utomlands. Erövringen av Krim från Ukraina våren 2014 (se Krimkrisen) liksom det ryska engagemanget i Syrien från 2015 fick Putins popularitet att skjuta i höjden. 2018 valdes han om utan konkurrens men därefter dalade opinionssiffrorna till följd av en rad inrikespolitiska problem. Oberoende av detta har Putin lyckats skapa en situation där han har möjlighet att sitta kvar på sin post till 2036. 
I september 2021 fick Putins parti Enade Ryssland ungefär hälften av rösterna, en nedgång från förra valet men det gav fortfarande en betryggande majoritet i duman. För första gången sedan 1993 tilläts inga valobservatörer från organisationen för säkerhet och samarbete i Europa, OSSE, bevaka valet, vallokalerna och rösträkningen.  Den oberoende valövervakningsorganisationen Golos redogjorde för tusentals rapporter om oegentligheter i samband med dumavalet. Ett omfattande valfusk förekom såväl kring själva valet som kring rösträkningen och den digitala röstningen manipulerades. Enade Ryssland behäll två tredjedelars majoritet i underhuset, duman.
Efter att Ryssland i februari 2022 inlett en militär invasion av Ukraina beslutade stora delar av världssamfundet om omfattande sanktioner mot Ryssland. Bland annat uteslöts flera ryska banker från det internationella betalningssystemet SWIFT. Beslutet att invadera Ukraina ledde till att Ryssland i hög grad isolerades från större delen av världen, medan länder som Brasilien, Indien, Kina och Mexiko valt att avstå från att utfärda sanktioner mot landet. 
Trots sanktioner fortgår dock omvärldens handel med till exempel rysk gas och olja. Bland annat har ryska banker som faciliterar handeln med rysk gas och olja undantagits från exkludering från det internationella betalningssystemet SWIFT.